# Nouria Nouri
Nouria Nouri (n. 24 iunie 1975, Ploiești, România) este o actriță română. A absolvit cursurile Liceului Pedagogic, iar în 1997 intră la Academia de Teatru și Film „I.L.Caragiale” din București, cu media 9,35 la secția actorie, clasa prof. Gelu Colceag. Absolventă cu media 10 a Facultății de Teatru, Nouria Nouri colaborează cu numeroase teatre din țară și capitală, prezintă și realizează emisiuni de televiziune și radio, este publicist comentator la diverse reviste, predă cursuri de actorie în cadrul unor grădinițe particulare și scrie texte pentru cântece de copii. 
Colaborează cu DisneyLive! Feld Entertainment (SUA), fiind local host al spectacolului "Mickey's Magic Show" în România. 

## Activitate profesională
- realizator emisiuni radio: „Clubul părinților isteți”, „Salveaz-o pe Albă ca Zăpada”, "Mamma Mia" -ITSY BITSY FM
- local host "Mickey's Magic Show" un spectacol DisneyLive!(Bucuresti, Sala Palatului)
- prezentator „cartea TVRecordurilor”, TVR 1
- prezentator si realizator: „Agenda culturala”, „Top 3 + 1”- Antena 1 Ploiești"
- redactor prezentator „Observator prahovean”
- actriță la Teatrul „Toma Caragiu” din Ploiești
- Mc - evenimente pentru copii si adulti
- prezentator festivaluri de muzică ușoară
- interpretează roluri in diferite seriale TV
- reclame TV, etc.

## Roluri interpretate
- rol principal „Smerita”, piesa omonimă după F.M.Dostoievski, regia: Vasile Toma
- rol principal „Alexandra” în piesa „Oferta de serviciu” de Lia Bugnar, regia: Gelu Colceag
- rol secundar „Fir de păianjen” în „Visul unei nopți de vară”, regia : Vasile Nedelcu
- rol principal „Zizi” în scurt-metrajul „De ce nu dansați ?”, regia: Daniel Iordăchioaie
- rol principal „Alexandra” în scurt-metrajul realizat de fundația „Tineri pentru tineri”, regia: Florin Iepan, etc.